# Dustin Hoffman
Dustin Lee Hoffman (Los Angeles, 8 de agosto de 1937) é um ator norte-americano de ascendência judaica. Ao longo de sua carreira, recebeu vários prêmios, incluindo dois Oscars, seis Golden Globe Awards (incluindo o Cecil B. DeMille Award), quatro British Academy Film Awards, três Drama Desk Awards e dois Emmy Awards. Hoffman recebeu o AFI Life Achievement Award em 1999 e o Prêmio Kennedy em 2012.

## Biografia
Hoffman começou sua carreira de ator no teatro em A Cook for Mr. General, de 1961 como Ridzinski. Durante esse tempo, apareceu em vários papéis especiais na televisão em programas como Naked City e The Defenders. Ele então estrelou a peça da off-Broadway Eh? de 1966 onde sua atuação lhe rendeu o Theatre World Award e o Drama Desk Award.  
Seu primeiro papel de destaque foi como Benjamin Braddock no filme A Primeira Noite de um Homem de Mike Nichols (1967), pelo qual recebeu sua primeira indicação ao Oscar. Seu papel seguinte foi como "Ratso" Rizzo em Perdidos na noite de John Schlesinger (1969), no qual ele atuou ao lado de Jon Voight; ambos receberam indicações ao Oscar, e o longa-metragem acabou ganhando o Oscar de melhor filme. Hoffman obteve sucesso na década de 1970 interpretando papéis de sucesso como em Pequeno Grande Homem (1971), Papillon (1973), Lenny (1975), Maratona da Morte ao lado de Laurence Olivier (1976), e como Carl Bernstein em Todos os Homens do Presidente (1976). Em 1979, protagonizou ao lado de Meryl Streep o filme Kramer vs. Kramer. Ambos receberam o Oscar por suas atuações.  
Após uma pausa de três anos no cinema, Hoffman voltou na comédia Tootsie (1982) de Sydney Pollack, sobre um ator em dificuldades que finge ser mulher para conseguir um papel em uma novela. Voltou aos palcos atuando em 1984 como Willy Loman em Death of a Salesman e reprisou o papel um ano depois em um telefilme que ganhou o Prêmio Emmy.  Em 1987, estrelou ao lado de Warren Beatty a comédia Ishtar de Elaine May. Ele ganhou seu segundo Oscar de melhor ator por sua interpretação do autista Ray Babbitt no filme Rain Man de 1988, co-estrelado por Tom Cruise. Em 1989, ele foi nomeado para um Tony Award e um Drama Desk Award por interpretar Shylock em uma performance teatral de O Mercador de Veneza. Na década de 1990, apareceu em Dick Tracy de Warren Beatty, como o Capitão Hook em Hook - A Volta do Capitão Gancho (1991) de Steven Spielberg, Epidemia (1995), Sleepers - A Vingança Adormecida (1996) e a comédia satírica Mera Coincidência (1997) ao lado de Robert De Niro.
Nos anos 2000, Hoffman apareceu nos filmes Em Busca da Terra do Nunca (2004), Huckabees - A Vida É uma Comédia (2004), Mais Estranho que a Ficção (2006), bem como Meet the Fockers (2004) e Entrando Numa Fria Maior Ainda com a Família (2010). Ele deu voz para o personagem Roscuro em O Corajoso Ratinho Despereaux (2008) e Mestre Shifu na série de filmes Kung Fu Panda (2008-2016). Em 2012, ele fez sua estréia na direção com O Quarteto estrelado por Maggie Smith e Tom Courtenay, que estreou no Festival Internacional de Cinema de Toronto. Em 2017, Hoffman estrelou no drama Os Meyerowitz: Família Não Se Escolhe de Noah Baumbach. 

## Filmografia
- 2016 - Kung Fu Panda 3
- 2015 - The Cobbler
- 2015 - Um Amor de Estimação
- 2011 - Luck (televisão)
- 2011 - Kung Fu Panda 2
- 2010 - A Minha Versão do Amor
- 2010 - Little Fockers
- 2009 - Tinha que Ser Você (Last Chance Harvey)
- 2008 - The Tale of Despereaux
- 2008 - Kung Fu Panda
- 2007 - A Loja Mágica de Brinquedos (Mr. Magorium's Wonder Emporium)
- 2006 - Perfume - A história de um assassino (Perfume: The Story of a Murderer)
- 2006 - O amor não tira férias (The Holiday)
- 2006 - Mais estranho que a ficção (Stranger than Fiction)
- 2005 - The Lost City
- 2005 - Deu zebra (Racing Stripes) (voz)
- 2004 - Desventuras em série (Lemony Snicket's A Series of Unfortunate Events)
- 2004 - Entrando numa fria maior ainda (Meet the Fockers)
- 2004 - Huckabees - A vida é uma comédia (I Heart Huckabees)
- 2004 - Em busca da Terra do Nunca (Finding Neverland)
- 2003 - O júri (Runaway Jury)
- 2003 - Confidence - O golpe perfeito (Confidence)
- 2002 - Vida que segue (Moonlight Mile)
- 2002 - O show não pode parar (The Kid Stays in the Picture)
- 2001 - Goldwyn
- 1999 - Joana D'Arc (The Messenger: The Story of Joan of Arc)
- 1998 - Esfera (Sphere)
- 1997 - Mera coincidência (Wag the Dog), indicado ao Oscar
- 1997 - O Quarto Poder (Mad City)
- 1996 - Sleepers - A vingança adormecida (Sleepers)
- 1996 - American Buffalo
- 1995 - Epidemia (Outbreak)
- 1992 - Herói por acidente (Hero)
- 1991 - Hook - A volta do Capitão Gancho (Hook)
- 1991 - Billy Bathgate - O mundo a seus pés (Billy Bathgate)
- 1991 - A Wish for Wings that Work
- 1990 - Dick Tracy
- 1989 - Negócios de família (Family Business)
- 1988 - Rain Man, vencedor do Oscar
- 1987 - Ishtar
- 1985 - A Morte do Caixeiro Viajante (Death of a Salesman) (televisão)
- 1982 - Tootsie, indicado ao Oscar
- 1979 - O Mistério de Agatha (Agatha)
- 1979 - Kramer vs. Kramer, vencedor do Oscar
- 1978 - Liberdade Condicional
- 1976 - All the President's Men
- 1976 - Marathon Man
- 1974 - Lenny, indicado ao Oscar
- 1973 - Papillon
- 1972 - Alfredo, Alfredo
- 1971 - The Point (televisão)
- 1971 - Sob o domínio do medo (Straw Dogs)
- 1971 - Who Is Harry Kellerman and Why Is He Saying Those Terrible Things About Me?
- 1970 - Little Big Man
- 1969 - John e Mary
- 1969 - Midnight Cowboy, indicado ao Oscar
- 1968 - El millón de Madigan
- 1967 - A primeira noite de um homem (The Graduate), indicado ao Oscar
- 1967 - The Star Wagon (televisão)
- 1967 - The Tiger Makes Out
- 1966 - The Journey on the Fifth House (televisão)

## Indicações e prêmios importantes
Óscar
Melhor Ator (principal):
- 1997 - Mera Coincidência
- 1988 - Rain Man, vencedor
- 1982 - Tootsie
- 1979 - Kramer versus Kramer, vencedor
- 1974 - Lenny
- 1969 - Perdidos na Noite
- 1967 - A Primeira Noite de um Homem

Globo de Ouro
Melhor Ator (filme dramático):
- 1988 - Rain Man, vencedor
- 1979 - Kramer Versus Kramer, vencedor
- 1976 - Maratona da Morte
- 1974 - Lenny
- 1969 - Perdidos na noite

Melhor Ator em (comédia ou musical) em cinema:
- 1997 - Mera Coincidência (1997)
- 1991 - Hook - A Volta do Capitão Gancho
- 1982 - Tootsie, vencedor
- 1969 - John e Mary
- 1967 - A Primeira Noite de um Homem

Melhor Ator (minissérie ou filme) em televisão:
- 1985 - A Morte do Caixeiro Viajante, vencedor

Melhor Ator (revelação):
- 1967 - A Primeira Noite de um Homem, vencedor

BAFTA
Melhor Ator:
- 1988 - Rain Man
- 1982 - Tootsie, vencedor
- 1979 - Kramer versus Kramer
- 1976 - Maratona da Morte
- 1976 - Todos os Homens do Presidente
- 1974 - Lenny
- 1970 - Pequeno Grande Homem
- 1969 - Perdidos na Noite, vencedor
- 1969 - John e Mary, vencedor

MTV Movie Awards
Melhor Comediante:
- 2004 - Entrando numa Fria Maior Ainda, vencedor